# Eliza Lynch
Eliza Alicia Lynch, född 3 juni 1833 i Cork i Irland, död 25 juli 1886 i Paris i Frankrike, var Paraguays första dam 1862–1870, då hon sammanlevde med president Francisco Solano López. Hon är känd i Paraguay som Madama Lynch och blev inblandad i trippelallianskriget, vilket blev en ekonomisk och politisk katastrof för landet. Efter kriget utvisades hon ur landet, och hon kom att tillbringa resten av sitt liv i försök att rentvå sitt namn och vinna tillbaka sina beslagtagna egendomar. Hennes kvarlevor fördes 1986 – 100 år efter hennes död – till Paraguay, där hon fick en slutlig grav.

## Biografi

### Bakgrund
Eliza Lynch emigrerade med sin familj till Paris under den stora svälten på Irland. Hon gifte sig 1850 med den franske officeren Xavier Quatrefages, men kunde av hälsoskäl inte följa honom till Algeriet; de separerade efter tre års äktenskap och skildes några år senare.

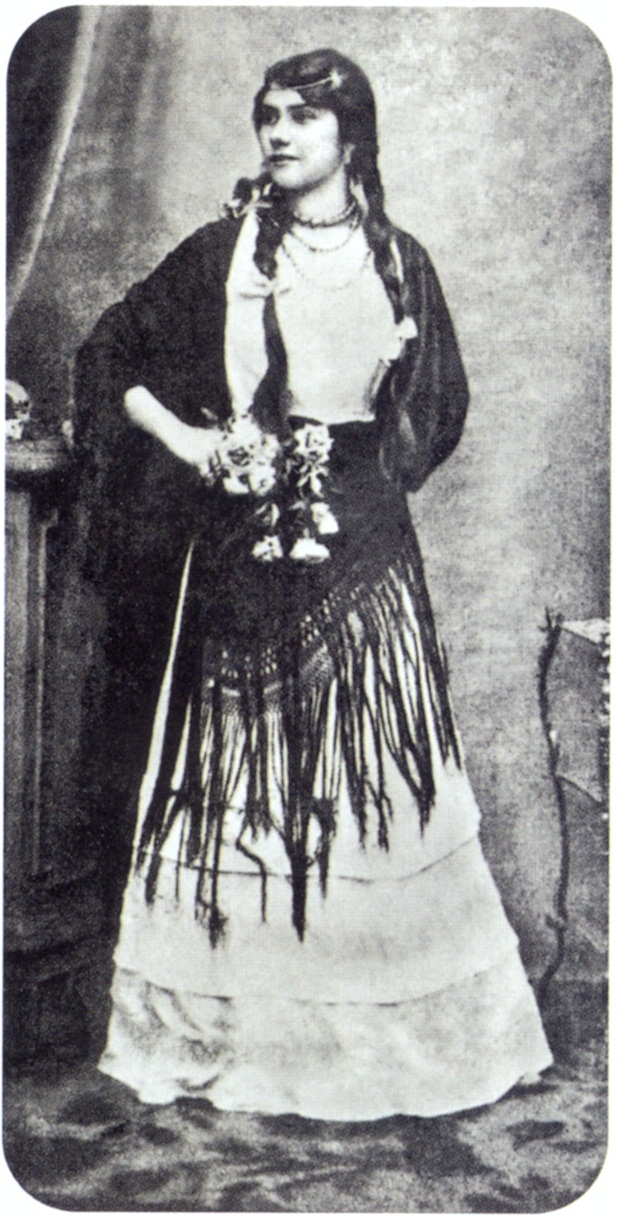
Eliza Lynch cirka 1855.

Lynch blev medlem av kretsen kring prinsessan Mathilde Bonaparte, där hon lanserade sig som kurtisan. 1854 inledde hon ett förhållande med general Francisco Solano López, son till Paraguays president Carlos Antonio López, och följde honom samma år till Paraguay. Paret fick sex barn, och de levde i ett fast förhållande.

### Första dam
År 1862 efterträdde Francisco Solano López sin far som Paraguays president. Trots att han aldrig formellt hade gift sig med Eliza Lynch, behandlade han henne som sin maka och hon fungerade ceremoniellt som landets första dam. Som sådan introducerade hon många sedvänjor från Europas sällskapsliv i Paraguay, såsom klubbar och olika sociala högtidligheter.
Eliza Lynch ansågs vara mycket politiskt inflytelserik under López tid som president och utpekades som den drivande bakom López ambitioner. I sin bok Exposición. Protesta que hace Elisa A. Lynch från 1876 förnekade hon dock att hon hade engagerat sig i statens affärer.
Lynch har ofta getts skulden för att ha uppmuntrat Lopez att påbörja trippelallianskriget. Under kriget åtföljde hon honom i fält som ledare för "Las Residentas", kvinnliga anhöriga till soldaterna. Hon fanns därför närvarande under Slaget vid Cerro Corá 1 mars 1870, där López dog på slagfältet efter att ha förlorat slaget. Även deras 15-årige son Juan Francisco dödades när de civila tillfångatogs av fienden efter slaget. Elisa Lynch begravde sedan både López och sonen med egna händer.

### Senare liv
Eliza Lynch och hennes barn blev därefter landsförvisade från Paraguay. I samband med landsförvisningen beslagtogs Lynchs egendom, eftersom hon anklagades för att ha utarmat det paraguayanska folket. Lynch togs därefter tillfånga av de segrande brasilianarna och satt därefter en tid i fängelse i Rio de Janeiro. Efter att ha offentliggjort sin prekära situation, släpptes hon dock fri i brist på bevis.
Lynch reste därefter till London (ytterligare ett barn avled under båtresan), där hon sedan fortsatte sina rättsliga anspråk på den beslagtagna egendomen. Den mycket utdragna rättssaken slutade dock med att egendomen användes som del av Paraguays krigsskadestånd gentemot Brasilien. Hon kunde dock ta i anspråk vissa medel som López lämnat efter sig i London.

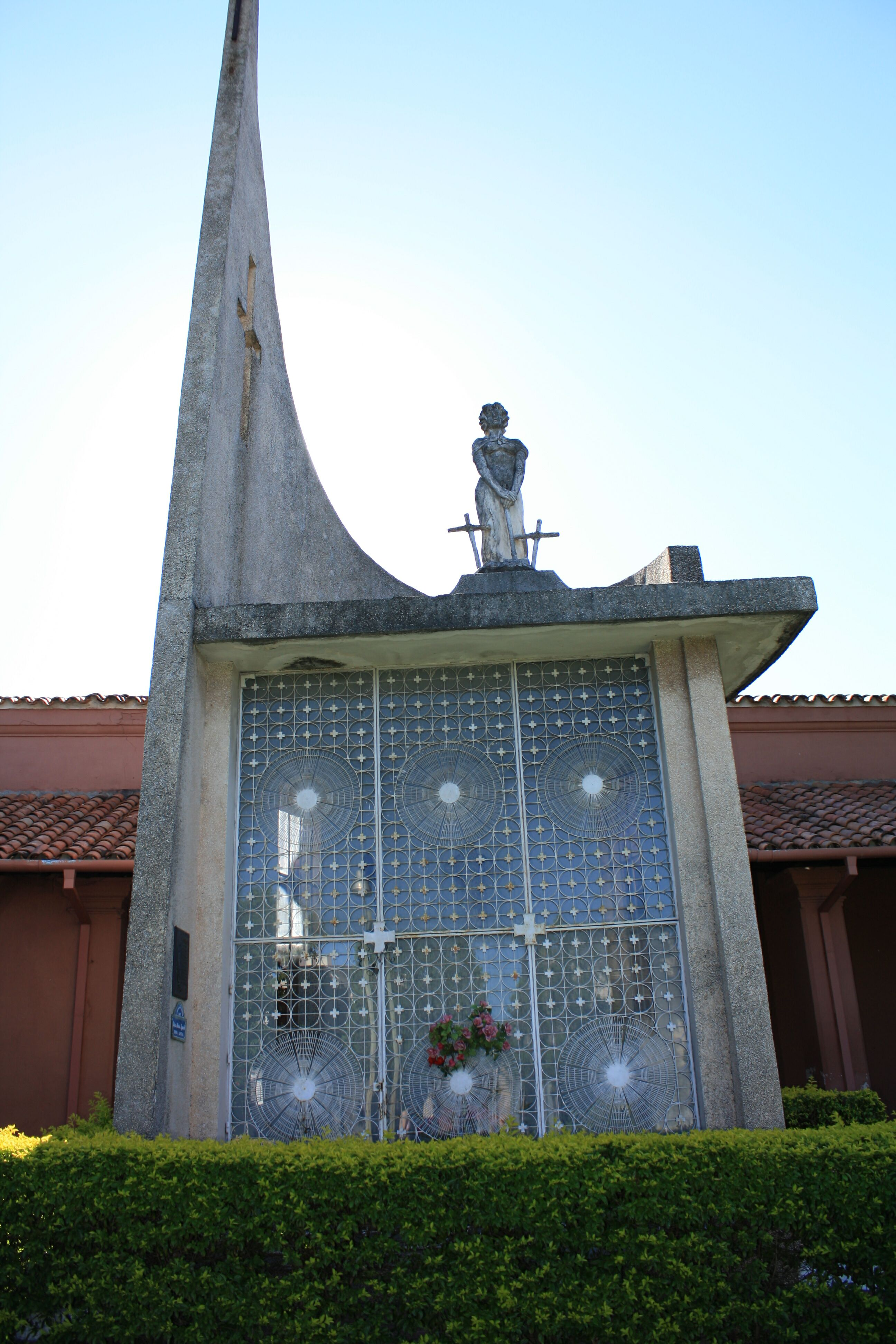
Eliza Lynchs grav på Recoletakyrkogården i Asunción.

I oktober 1875 återvände Lynch till Asunción för att försöka återfå sin egendom; hon utvisades dock dagen därpå utan att ha lyckats med sitt mål.
Därefter slog hon sig ned i Buenos Aires. Där publicerade hon klagoskriften Exposición y protesta, i vilken hon försökte försvara sig mot anklagelserna mot sig. I Argentina hittade hon ingen försvarare av sin sak som den sista syndabocken för kriget i Paraguay. Slutligen återvände hon till Paris, där hon slog sig ned och 1886 avled.

## Eftermäle
Eliza Lynchs kvarlevor återfördes 1986 – 100 år efter hennes död – till Paraguay av Alfredo Stroessner. Han förklarade henne för nationalhjältinna och hon begrovs i Cementerio de la Recoleta.
Eliza Lynch är en kontroversiell figur i Paraguays historia. Hon har jämförts med Evita Peron och blivit skildrad i åtskillig fiktion.

### Böcker om/med Eliza Lynch
- Barr, William Edmund (1938): Woman on Horseback (roman)
- Shelby, Graham (1990): Demand the World (roman)
- Enright, Anne (2003): The Pleasure of Eliza Lynch (roman)
- Tuck, Lily (2004): The News from Paraguay (roman)
- Lillis, Michael/Fannin, Ronan (2009): The Lifes of Eliza Lynch, Gill & Macmillan, Dublin. ISBN 978-0717146116 (engelska) (biografi)